# Antoine Donzeaud
 (juillet 2025).
La mise en forme du texte ne suit pas les recommandations de Wikipédia : il faut le « wikifier ».
Les points d'amélioration suivants sont les cas les plus fréquents :
- Les titres sont pré-formatés par le logiciel. Ils ne sont ni en capitales, ni en gras.
- Le texte ne doit pas être écrit en capitales (les noms de famille non plus), ni en gras, ni en italique, ni en « petit »…
- Le gras n'est utilisé que pour surligner le titre de l'article dans l'introduction, une seule fois.
- L'italique est rarement utilisé : mots en langue étrangère, titres d'œuvres, noms de bateaux, etc.
- Les citations ne sont pas en italique mais en corps de texte normal. Elles sont entourées par des guillemets français : « et ».
- Les listes à puces sont à éviter, des paragraphes rédigés étant largement préférés. Les tableaux sont à réserver à la présentation de données structurées (résultats, etc.).
- Les appels de note de bas de page (petits chiffres en exposant, introduits par l'outil «  Source ») sont à placer entre la fin de phrase et le point final[comme ça].
- Les liens internes (vers d'autres articles de Wikipédia) sont à choisir avec parcimonie. Créez des liens vers des articles approfondissant le sujet. Les termes génériques sans rapport avec le sujet sont à éviter, ainsi que les répétitions de liens vers un même terme.
- Les liens externes sont à placer uniquement dans une section « Liens externes », à la fin de l'article. Ces liens sont à choisir avec parcimonie suivant les règles définies. Si un lien sert de source à l'article, son insertion dans le texte est à faire par les notes de bas de page.
- La présentation des références doit suivre les conventions bibliographiques. Il est recommandé d'utiliser les modèles {{Ouvrage}}, {{Chapitre}}, {{Article}}, {{Lien web}} et/ou {{Bibliographie}}. Le mode d'édition visuel peut mettre en forme automatiquement les références.
- Insérer une infobox (cadre d'informations à droite) n'est pas obligatoire pour parachever la mise en page.

Pour une aide détaillée, merci de consulter Aide:Wikification.
Si vous pensez que ces points ont été résolus, vous pouvez retirer ce bandeau et améliorer la mise en forme d'un autre article.
Antoine Donzeaud est un artiste plasticien français né en 1985 à Vitry-sur-Seine. Il vit et travaille à Paris.

## Biographie
Né en 1985 à Vitry-sur-Seine, Antoine Donzeaud grandit en banlieue parisienne.
Il est diplômé de la Villa Arson (École nationale supérieure d'art de Nice), où il obtient son DNSEP en 2010. En 2007, il participe à un programme d'échange à l'Université de Californie à Los Angeles (UCLA). En 2016, il est invité en résidence à Rupert à Vilnius, et à La Brea Residency à Los Angeles.
En 2013, il cofonde l’espace de projets Exo Exo dans son atelier à Paris, en collaboration avec la commissaire Elisa Rigoulet. Sans objectif financier, il invite des artistes à venir exposer librement pendant une semaine. Cet espace indépendant soutient la scène artistique émergente internationale,,.

## Œuvre
Le travail d'Antoine Donzeaud mêle peinture, sculpture, installation et vidéo,. Il explore les tensions entre l’intime et le public, entre l’espace privé et l’espace social, souvent à partir d’objets du quotidien et d’éléments issus de la culture urbaine,. 

« C'est un équilibre entre l'espace mental et l'espace physique. »

Le rapport à l’architecture est important dans la pratique d'Antoine Donzeaud, il est né d’une fascination des espaces publics et impersonnels ainsi que ceux domestiques et intimes, et de l’envie de raconter les histoires de celles et ceux qui les habitent.
Ses œuvres interrogent la place de l’image dans les structures de communication contemporaines, ainsi que la porosité entre art et vie,.

## Expositions notables (sélection)

### Expositions personnelles
- 2014 : The Moon is a Harsh Mistress, Galerie Valentin, Paris, France.
- 2015 : Raise high the roof beam, carpenters, MonChéri, Bruxelles, Belgique.
- 2016 : De 10h à 4h du matin, Galerie Valentin, Paris, France.
- 2017 : Pacing with Richard, Nirox Foundation, Krugersdorp, Afrique du Sud
- 2018 : Une décision purement pratique, Musée Vesunna, Musée d'art et d'archéologie du Périgord (MAAP) et Chapelle de la Visitation, Périgueux, France.
- 2019 : Garçon triste prolifique, Les Limbes, Saint Etienne, France.
- 2022 : Are you okay please be okay, Artorama, Marseille, France.
- 2024 : Rien sans peine, Galerie Spiaggia Libera, Paris, France.

### Expositions collectives
- 2015 : Needless to say I have some unusual habits, Rivoli Due Foundation, Milan, Italie.
- 2015 : What is a Bird? We simply don’t know, Galeria Nicodim, Bucharest, Roumanie.
- 2016 : Dark Mimes, Ashes/Ashes, Los Angeles, États-Unis.
- 2017 : Inventeurs d’aventures, Villa Arson, Nice, France.
- 2017 : Two 4 One, BWA, Zielona Gora, Pologne.
- 2018 : Intoto, Fondation d'entreprise Pernod Ricard, Paris, France.
- 2019 : Saturnine, Chicago Manual Style, Chicago, États-Unis.
- 2019 : Le Grand Détournement, Ceysson & Bénétière, Paris, France.
- 2020 : Plates of the Present, Centre Pompidou, Paris, France.
- 2020 : Attempt at rapprochment, Georg Kargl Fine Arts, Vienne, Autriche.
- 2021 : Las Palabras Azules, Pas une Orange, Barcelone, Espagne.
- 2022 : Ce qui emporte la décision, Ceysson & Bénétière, Paris, France.
- 2023 : Is something missing?, FRAC Corse, Corte, France.

## Projets curatoriaux
Avec Exo Exo, Antoine Donzeaud a organisé de nombreuses expositions d'artistes contemporains, mettant en avant des artistes émergents et internationaux, contribuant ainsi à dynamiser la scène artistique parisienne,.

## Collections
Les œuvres d'Antoine Donzeaud figurent dans des collections privées et publiques dont le Centre Georges-Pompidou, la Nirox Foundation en Afrique du Sud.

### Presse
- Sarah Matia Pasqualetti, « Antoine Donzeaud à la galerie Spiaggia Libera », Zérodeux,‎ 10 juillet 2024 (lire en ligne)
- Matthieu Jacquet, « 7 expositions à voir ce week-end à Paris », Numéro,‎ 31 mai 2024 (lire en ligne)
- Ingrid Luquet-Gad, « Art - Antoine Donzeaud », Duel Magazine,‎ janvier 2018 (lire en ligne)
- Alain Berland, « To be or not to be abstrait », Mouvement, no 78,‎ 2015, p. 42–46 (lire en ligne)